# Elise Rechichi
Elise Rechichi (Perth, 11 gennaio 1986) è una velista australiana.
Ha vinto una medaglia d'oro olimpica nella vela alle Olimpiadi 2008 tenutesi a Pechino, nella gara di 470 femminile, insieme a Tessa Parkinson.